# Битва за висоти Анкре
Битва за висоти Анкре (англ. Battle of the Ancre Heights) — наступальна операція військ Британської імперії, складова частина битви на Соммі на Західному фронті за часів Першої світової війни. Бойові дії за опанування висотами поблизу річки Анкре стали продовженням британських атак після завершення битви за хребет Тьєпваль з 26 по 28 вересня під час битви на Соммі. Битва велася Резервною армією (перейменованою на 5-ту армію 29 жовтня) від Курселетта біля дороги Альберт-Бапауме, на захід до Тьєпваля на Базантен-Рідж. Британське опануваннями панівними висотами позбавило німецьку 1-шу армію спроможності спостереження за Альбертом на південний захід і надало британцям можливості у свою чергу здійснювати спостереження за діями противника на північ над долиною Анкре до німецьких позицій навколо Бомон-Амель, Серр-ле-Пюізьє і Бокур.

## Історія
Британська Резервна армія провела потужні атаки 1, 8, 21, 25 жовтня та з 10 по 11 листопада. Багато менших за розмахом атак було здійснено в проміжні періоди, на тлі перерв, спричинених частими сильними дощами, які перетворили землю та дороги на ріки бруду та змушували сідати на землю літаки. Німецькі війська в плацдармах на хребті, на східному кінці Штауфен-Рігель і в решті частин Швабенського редуту на північ і Штауфен-Фесті на північний схід від Тіпваля, чинили затятий опір, ведучи оборонні бої з численними контратаками й атаками, що коштували дорогою ціною для обох сторін і затримали британське захоплення висот більш як на місяць.
Штауфен-Фест був захоплений британсько-канадськими військами 9 жовтня, а остання німецька позиція у Швабенському редуті впала 14 жовтня, відкривши для британського наземного спостереження позиції 28-ї резервної дивізії в долині Анкре. Відступ Німеччини з виступу, який утворився навколо Сен-П'єр-Дівіон і Бомон-Амель по обидва боки від Анкр, розглядався генерал-квартирмейстером Еріхом Людендорфом і новим командувачем групи армій фельдмаршалом Рупрехтом, спадкоємним принцом Баварії, і був відхилений через відсутність кращих оборонних позицій у тиловій зоні. Замислом було прийнято рішення на користь контратак, на яких наполягав командувач 1-ї кайзерівської армією генерал Фріц фон Белов. Генерал Макс фон Гальвиц, командувач 2-ю армією, зазначив на початку жовтня, що надзвичайно багато його підрозділів було перекинуто на посилення 1-ї армії на північ від Сомми, що він врешті залишився лише з одним свіжим полком у резерві.
Німецькі контратаки коштували їм дорого, і до 21 жовтня британцям вдалося просунутися на 460 м і опанувати всі, крім останнього німецького осередку оборони в східній частині Штауфен-Рігеля. Французький наступ під час битви під Верденом і захоплення фортеці Дуомон 24 жовтня змусив німців призупинити рух військ на фронт Сомми. З 29 жовтня по 9 листопада британські атаки були відкладені через погану погоду, перш ніж 11 листопада 4-та канадська дивізія захопила 910 м східного кінця Штауфен-Рігель. 13–18 листопада наступальні дії 5-ої армії відновилися в битві при Анкре.